# 易寬
易寬（1494年—？），字栗夫，號台山，江西吉安府安福縣人，民籍，明朝政治人物。

## 生平
嘉靖十三年（1534年）甲午科江西鄉試第五十四名舉人。嘉靖十四年（1535年）中式乙未科會試第二百七十名，登第二甲第六十九名進士。歷官禮部祠祭司署郎中，二十三年（1544年）六月升四川提学副使。

## 家族
曾祖易礪璋；祖父易三錫；父易鎮巖，母劉氏。永感下。